# واکیساکا یوسونوری
واکیساکا یوسونوری (به ژاپنی: 脇坂 安宅 Wakisaka Yasuori); ۳۰ مارس ۱۸۰۹ – ۱۰ ژانویهٔ ۱۸۷۴) سیاست‌مدار اهل ژاپن بود.